# Billie Eilish: The World's a Little Blurry
Pour plus de détails, voir Fiche technique et Distribution.
Billie Eilish : The World's a Little Blurry ou Billie Eilish : un monde un peu flou au Québec est un film documentaire réalisé par R.J. Cutler et centré sur l'auteur-compositeur-interprète Billie Eilish ,,. Le film est sorti sur Apple TV+ le 26 février 2021. La filmant au plus près, Il décrit son ascension fulgurante à partir de ses 16 ans, la conception de son album When We All Fall Asleep, Where Do We Go? et s'achève début 2020 par son triomphe à la 62e cérémonie des Grammy Awards. 

## Contexte

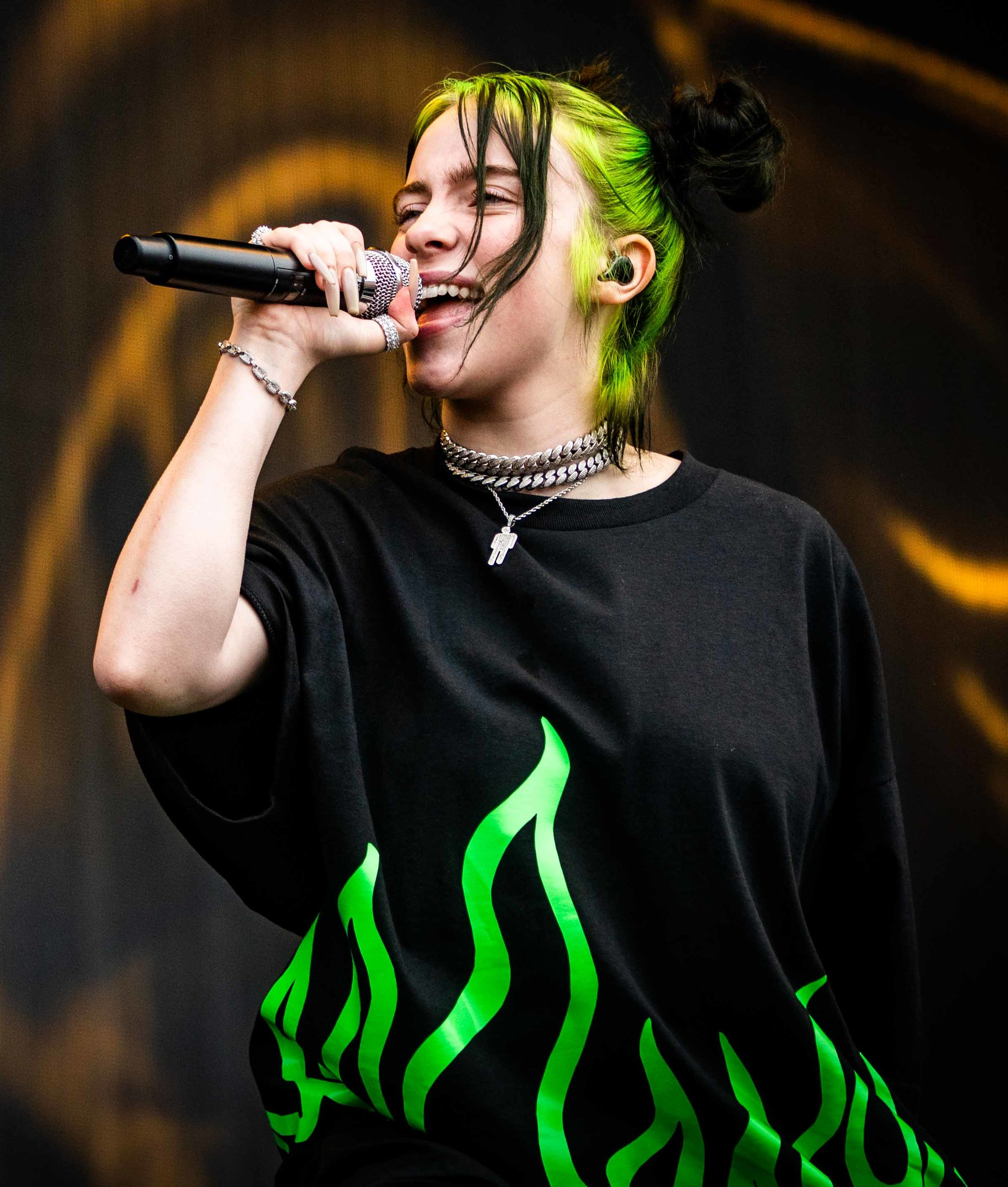
Billie Eilish en 2019

Le film révèle les coulisses du processus de création du premier album studio de Billie Eilish, When We All Fall Asleep, Where Do We Go?, le titre faisant référence à un lyrique de la chanson " Ilomilo ". 
Le documentaire démarre sur le succès de sa chanson Ocean Eyes enregistrée alors qu'elle avait 13 ans, puis se projette trois années plus tard, à partir de fin 2018 jusqu'au début de 2020, de ses 16 à ses 18 ans. Pénétrant dans son intimité, il met notamment en lumière les phases de travail avec son frère Finneas O'Connell dans la petite chambre de ce dernier, transformée en studio d'enregistrement au domicile familial de Highland Park à Los Angeles pour l'enregistrement de son premier album,  sa vie quotidienne, comme l'obtention de son permis de conduire, comment elle et sa famille ressentent son ascension fulgurante à partir de ses 17 ans, certains passages de ses concerts à travers le monde devant des assistances de plus en plus importantes, son triomphe à la 62e cérémonie des Grammy Awards où elle rafle les quatre récompenses majeures, et une cinquième attribuée à son frère en tant que producteurs de l'année,  ses entraînements, ses joies et ses peines, son rapport particulier avec ses fans, le fait qu'elle est affectée par le Syndrome de Gilles de La Tourette, ou encore des images de sa vie petite et sa passion débordante pour Justin Bieber qu'elle finit par rencontrer alors qu'elle est devenue une vedette.
Le documentaire comporte plusieurs révélations, comme sa romance avec son petit ami « Q » (ils finissent par rompre), le fait que mécontente après avoir tourné la vidéo de When The Party's Over avec un réalisateur, elle décide de façon définitive de diriger ses clips elle-même, ses gros ennuis physiques avec ses chevilles causés par ses sauts incessants sur scène qui culminent avec une sévère blessure à Milan la forçant à interrompre le spectacle, où le moment particulier, quand après avoir dit « je rêve d'un Dodge Charger noir mat », elle se voit offrir ce véhicule par sa compagnie de disque pour son anniversaire de 17 ans. Il y a aussi cet instant durant la conception de  When We All Fall Asleep, Where Do We Go? où Finneas explique à sa mère, dans la cuisine du domicile familial : « La maison de disque nous a demandé d'écrire un tube, mais je ne dois pas le dire à Billie ! », celle-ci intervenant ensuite pour dire qu'elle déteste composer des chansons bien qu'elle soit souvent satisfaite du résultat, « car le processus de création est une véritable torture ».  Quelques mois plus tard, Bad Guy sera numéro 1 au Billboard Hot 100.

## Sortie

### Diffusion et annonce
Le documentaire est sorti dans certains cinémas aux États-Unis via la société Neon, et partout dans le monde sur Apple TV+ dès le 26 février 2021,,. 
Le film documentaire a été officiellement annoncé via les réseaux sociaux de l'artiste le 28 septembre 2020, mais avait déjà développé un battage médiatique et obtenu une certaine attention à la fin de 2019.

### Publicité
La grande partie de la campagne de pub du programme se fait via les réseaux sociaux, notamment ceux de Billie Eilish, et les comptes d'Apple TV, ce choix est notamment dû à l'âge du public de l'artiste, assez jeune.
Cependant, le 25 février 2021 Apple TV+ est rappelé à l'ordre par la Mairie du 19ème arrondissement de Paris pour avoir mis une publicité sans autorisation, Francois Dagnaud (Maire de l'arrondissement) qualifiant alors la publicité pour le nouveau film documentaire de « publicité par affichage sauvage ». Plus tard, Colombe Brossel l’adjointe à la maire de Paris chargée de la propreté de l’espace public, révèlera qu’Apple va payer les frais de recouvrement.

## Distribution
- Billie Eilish : elle-même / musique
- Finneas O'Connell : lui-même / musique
- Sa mère et son père, Maggie Baird et Patrick O'Connell : eux-mêmes
- R.J. Cutler : scénariste / producteur / réalisateur
- Trevor Smith : producteur
- Michelle An : productrice
- Chelsea Dodson : productrice
- Anthony Sesler : producteur

## Production
Selon The Hollywood Reporter en décembre 2019, le film valait 25 millions de dollars avant d'être acheté par Apple TV+, après ce rachat, le film aurait alors reçu une augmentation de son budget compris entre 1 et 2 millions de dollars. Ces 25 millions de dollars ont été payés à Billie Eilish pour sa participation à ce documentaire plongeant dans son intimité.